# Damian Fender
Damian Fender (* 12. September 1991) ist ein polnischer Naturbahnrodler. Er gewann mit Dawid Jachnicki die Bronzemedaille im Doppelsitzer bei der Junioreneuropameisterschaft 2009 und nahm in den Saisonen 2006/2007 sowie 2009/2010 an Weltcuprennen teil.

## Karriere
Fender nahm in der Saison 2005/2006 erstmals an Einsitzerrennen im Interkontinentalcup teil. Bei den Polnischen Meisterschaften erzielte er im selben Winter den dritten Platz im Doppelsitzer mit Tobiasz Pieszko. Bis 2010 folgten bei den nationalen Titelkämpfen weitere zwei dritte Plätze im Doppelsitzer sowie zwei zweite und zwei dritte Plätze im Mannschaftswettbewerb. In der Saison 2006/2007 startete Fender im Weltcup. Im Einsitzer nahm er an drei der sechs Saisonrennen teil, wurde einmal disqualifiziert und belegte zweimal eine Platzierung im hinteren Mittelfeld. Im Doppelsitzer startete er gemeinsam mit Dawid Jachnicki in einem Weltcuprennen, das er als Drittletzter an 14. Stelle beendete. In den nächsten beiden Jahren folgten keine weiteren Weltcupstarts, sondern wieder Einsätze im Interkontinentalcup, sowohl im Ein- als auch im Doppelsitzer.
Von 2008 bis 2010 nahm Fender an internationalen Juniorenmeisterschaften teil. Nachdem er bei der Juniorenweltmeisterschaft 2008 in Latsch wegen eines Ausfalls im Doppelsitzer mit Szymon Kubik nur im Einsitzer als 17. ins Ziel gekommen war, gewann er bei der Junioreneuropameisterschaft 2009 in Longiarü zusammen mit Dawid Jachnicki die Bronzemedaille im Doppelsitzer. Den Einsitzerwettbewerb beendete er an 14. Position. Bei der Juniorenweltmeisterschaft 2010 blieb er nach einem Ausfall im Einsitzer ohne Ergebnis.
In der Saison 2009/2010 nahm Fender wieder an Weltcuprennen teil. Bei seinen zwei Starts im Einsitzer erzielte er als 26. und 27. zwei Platzierungen im Mittelfeld, während er bei seinem einzigen Start im Doppelsitzer mit Dawid Jachnicki als Vorletzter auf den neunten Platz kam. In den Saisonen 2010/2011 und 2011/2012 nahm Fender an keinen Wettkämpfen teil.

## Erfolge
(Doppelsitzer mit Dawid Jachnicki)

### Juniorenweltmeisterschaften
- Latsch 2008: 17. Einsitzer

### Junioreneuropameisterschaften
- Longiarü 2009: 3. Doppelsitzer, 14. Einsitzer

### Weltcup
- 2 Top-30-Platzierungen im Einsitzer
- 1 Top-10-Platzierung im Doppelsitzer